# Dossano Koufaye I
Dossano Koufaye I (auch: Dossano Koufaye, Dossono, Dossono Koufay I) ist ein Dorf in der Landgemeinde Malawa in Niger.

## Geographie
Das von einem traditionellen Ortsvorsteher (chef traditionnel) geleitete Dorf befindet sich rund neun Kilometer südwestlich des Hauptorts Malawa der gleichnamigen Landgemeinde, die zum Departement Dungass in der Region Zinder gehört. Zu weiteren Siedlungen in der Umgebung von Dossano Koufaye I zählen Takaye im Nordwesten und Baraguini im Nordosten.
Dossano Koufaye I ist Teil der Übergangszone zwischen Sahel und Sudan. Die durchschnittliche jährliche Niederschlagsmenge beträgt hier zwischen 400 und 500 mm.

## Bevölkerung
Bei der Volkszählung 2012 hatte Dossano Koufaye I 735 Einwohner, die in 85 Haushalten lebten. Bei der Volkszählung 2001 betrug die Einwohnerzahl 294 in 51 Haushalten und bei der Volkszählung 1988 belief sich die Einwohnerzahl auf 1109 in 238 Haushalten.
Die Bevölkerungsdichte in diesem Gebiet ist mit über 100 Einwohnern je Quadratkilometer hoch.

## Wirtschaft und Infrastruktur
Das Gebiet der Ebenen im Süden der Region Zinder, in dem Dossano Koufaye I liegt, ist von einer anhaltenden Degradation der ackerbaulichen Flächen gekennzeichnet, die mit der hohen Bevölkerungsdichte in Zusammenhang steht. Mit einem Centre de Santé Intégré (CSI) ist ein Gesundheitszentrum im Dorf vorhanden.